# Palczatka imbirowa
Palczatka imbirowa (Cymbopogon martini (Roxb.) W.Watson) — gatunek trawy z rodziny wiechlinowatych. Rośnie dziko w Chinach, uprawiany jest w Indiach i Indonezji.

## Morfologia i biologia
Wysoka roślina wieloletnia o grubych kłączach i szerokich (jak na trawy) liściach. Kwiatostan w postaci szczytowej wiechy.

## Zastosowanie
- Wytwarza olejek eteryczny zwany olejkiem palmarozowym. Ma on własności lecznicze. W Indiach od dawna był używany wewnętrznie jako środek przeciw infekcji i gorączce, przy dolegliwościach żołądkowych.  Ma własności antyseptyczne i bakteriobójcze, może być używany do odkażania ran i przyspieszenia ich gojenia się[5].
- Olejek palmarozowy jest używany w kosmetyce, szczególnie do zwalczania trądziku[5].
- W Indiach i Afryce Zachodniej jest jednym ze składników curry[5].
- Repelent, w magazynach zbóż i fasoli skutecznie odstraszający owady[6].
- Repelent odstraszający komary[7].
- Jest używany do zwalczania nicieni[8].
- Niektóre gatunki palczatek od dawna były używane do wytwarzania olejków zapachowych o bardzo trwałym zapachu. Potwierdzeniem trwałości tego zapachu jest fakt, że aromat palczatki wełnistej był wyczuwalny jeszcze podczas otwierania grobowców faraonów z przełomu XX i XXI dynastii, czyli ok. 1070 lat p.n.e. Według badaczy roślin biblijnych w niektórych cytatach biblijnych wymieniono dwa gatunki palczatek: palczatkę imbirową i palczatkę wełnistą. Np. w Księdze Jeremiasza (6,20) ”korzeń trzcinowy z dalekiej ziemi” to właśnie jeden z tych dwu gatunków palczatek. W Księdze Ezechiela (27,19) palczatki te kryją się pod słowem tłumaczonym jako trzcina[9].